# 気象送信所
気象送信所（きしょうそうしんじょ）は、かつて千葉県我孫子市新木野（旧東葛飾郡布佐町）に存在した気象観測施設。ラジオゾンデを上げて、高層気象を観測するために設立された建物である。

## 沿革
気象送信所は、室戸台風をきっかけに、気象学者の岡田武松が気象通信網の整備の必要性を唱え、布佐町との交渉の後、1938年に中央気象台出張所として設立された。高さ30メートルの大鉄塔と、布佐町初の鉄筋コンクリート造りの送信所で構成されていた。当時の気象情報は軍事機密事項であり、重要な役割を果たしていた。
1941年、高層気象観測の業務が廃止され、岬角測候所との連絡用無線施設として、気象送信所となって利用されるようになった。
1999年3月に、衛星通信の実用化によって、30メートルの鉄塔や建物は壊され、閉鎖された。跡地は現在、気象台記念公園として利用されている。

## エピソード
廃止直後、我孫子市は、国に、跡地を無償で返還することを要求した。しかし、返還交渉の前提となる寄付行為の証拠が、布佐町などの旧町村が合併した時に、全て処分されていて問題となった。